# British Basketball League Cup
La British Basketball League Cup (BBL Cup) di pallacanestro è un trofeo nazionale britannico organizzato annualmente dal 2003.

## Vittorie
- 2003-2004 -  Sheffield Sharks
- 2004-2005 -  Brighton Bears
- 2005-2006 -  Newcastle Eagles
- 2006-2007 -  Guildford Heat
- 2007-2008 -  MK Lions
- 2008-2009 -  Everton Tigers
- 2009-2010 -  Sheffield Sharks
- 2010-2011 -  Sheffield Sharks

- 2011-2012 -  Newcastle Eagles
- 2012-2013 -  Leicester Riders
- 2013-2014 -  Leicester Riders
- 2014-2015 -  Newcastle Eagles
- 2015-2016 -  Newcastle Eagles
- 2016-2017 -  Newcastle Eagles
- 2017-2018 -  Cheshire Phoenix
- 2018-2019 -  London Lions
- 2019-2020 -  Worcester Wolves

## Vittorie per club
| Squadra               | Vittorie | Anni                         |
| --------------------- | -------- | ---------------------------- |
| Newcastle Eagles      | 5        | 2006, 2012, 2015, 2016, 2017 |
| Sheffield Sharks      | 3        | 2004, 2010, 2011             |
| MK Lions London Lions | 2        | 2008, 2019                   |
| Leicester Riders      | 2        | 2013, 2014                   |
| Brighton Bears        | 1        | 2005                         |
| Guildford Heat        | 1        | 2007                         |
| Everton Tigers        | 1        | 2009                         |
| Cheshire Phoenix      | 1        | 2018                         |
| Worcester Wolves      | 1        | 2020                         |